# Justicia fortunensis
Justicia fortunensis är en akantusväxtart som beskrevs av T.F. Daniel och D.C. Wasshausen. Justicia fortunensis ingår i släktet Justicia och familjen akantusväxter. Inga underarter finns listade i Catalogue of Life.